# Hydra Head Records
Hydra Head Records va ser un segell discogràfic independent especialitzat en música extrem metal, fundat a Nou Mèxic pel cantant i guitarrista del grup Isis, Aaron Turner, el 1993. El subsegell, Hydra Head Noise Industries estava especialitzat en música experimental i noise. Turner va anunciar que dissoldria la discogràfica el 2012. El 2020 va retirar el seu catàleg de Spotify i va tornar els drets discogràfics als corresponents artistes.
Hydra Head Records es va fundar el 1993 com a empresa de distribució mentre Turner encara estudiava a l'institut. El 1995 es va traslladar a Boston per a matricular-se a l'escola d'art. A finals de 1995, el grup local Vent li va lliurar una maqueta que s'acabaria convertint en la primera referència del segell.
L'oficina central d'Hydra Head Records a Los Angeles va tancar el maig de 2013, tot i que el 2017 encara va publicar Thin Black Duke d'Oxbow i Final Transmission de Cave In el 2019.